# بيلاروسيون
البيلاروسيون هم شعب سلافي شرقي يشكل الغالبية العرقية في جمهورية بيلاروسيا بحوالي 82% من سكانها ويشكل أقلية في عدد من دول الإتحاد السوفيتي سابقا وبولندا. يتكلم البيلاروس اللغتين البيلاروسية والروسية. يصل عدد البيلاروس إلى حوالي 9 إلى 10 ملايين نسمة. منذ استقلال الاتحاد السوفيتي هاجر مئات الآلاف من البيلاروس إلى دول الاتحاد الأوروبي، كندا، الولايات المتحدة الأمريكية وروسيا.